# Daniela Dresdner
Daniela Dresdner Vicencio (Upsala, 21 de noviembre de 1984) es una socióloga y política chilena, militante del Frente Amplio. Entre marzo de 2022 y noviembre de 2024 se desempeñó como delegada presidencial regional del Biobío bajo el gobierno del presidente Gabriel Boric.

## Biografía

### Primeros años y estudios
Nació en Upsala, Suecia, hija de padres chilenos exiliados durante la dictadura de Pinochet. Su padre es el director de estudios estratégicos de la Universidad de Concepción, Jorge Dresdner Cid, y de Paulina Vicencio Guzmán, quien en 1973 trabajaba como asistente de farmacia del hospital de Los Ángeles. A sus cinco años se mudaron junto a su familia a Chiguayante.
Su vida escolar los cursó en colegios públicos del Gran Concepción. Después estudió sociología en la Universidad de Concepción. Durante la carrera se involucró en movimientos estudiantiles, desde ahí conoció las luchas y movimientos sociales. Hizo su tesis sobre mapuche urbanos, donde comprendió la discriminación de la cual son víctimas. Después de graduarse ganó una beca para cursar un magister en la Universidad de Chile. Trabajó en intervenciones territoriales en la Zona de Arauco, donde se encontró con las comunidades mapuche rurales y sus conflictos con las empresas que buscan intervenir territorios sagrados. En Fundación Urbanismo Social trabajó con barrios de vivienda social del Gran Concepción y Los Ángeles.

### Carrera política
Fue fundadora del partido Revolución Democrática en la Región del Biobío. Entre 2018 y 2019 fue jefa de gabinete de la diputada Catalina Pérez, quien en 2019 fue presidenta del partido. También ha sido cercana al ex ministro secretario general de la Presidencia, Giorgio Jackson. Es considerada una de las históricas del “tercerismo” en RD. En junio de 2021 fue elegida como la presidenta regional de su partido.
En las elecciones parlamentarias de 2021 fue candidata a senadora por la décima circunscripción del Biobío. Obtuvo 37 540 votos, equivalentes a un 6,84% de las preferencias. Pese a su votación, no fue elegida. El 28 de febrero de 2022 el presidente electo Gabriel Boric la anunció como delegada presidencial de la Región del Biobío, cargo que asumió desde el 11 de marzo, al asumir el nuevo gobierno.
Renunció al cargo de delegada presidencial el 15 de noviembre de 2024, con el fin de postular como candidata en las elecciones parlamentarias de 2025.

## Historial electoral

### Elecciones parlamentarias de 2021
- Elecciones parlamentarias de 2021, para senadora por la circunscripción senatorial nro. 10, Región del Bíobío[4]

| Candidato                        | Pacto                    | Partido | Votos  | %     | Resultado |
| -------------------------------- | ------------------------ | ------- | ------ | ----- | --------- |
| Sebastián Keitel Bianchi         | Chile Podemos +          | EVO     | 64 319 | 11,71 | Senador   |
| Gastón Saavedra Chandía          | Nuevo Pacto Social       | PS      | 59 271 | 10,79 | Senador   |
| Pablo Riveros Quiroz             | Partido Ecologista Verde | PEV     | 40 379 | 7,35  |           |
| Antaris Varela Compagnon         | Frente Social Cristiano  | PCC     | 39 167 | 7,13  |           |
| Daniela Dresdner Vicencio        | Apruebo Dignidad         | RD      | 37 557 | 6,84  |           |
| Enrique van Rysselberghe Herrera | Chile Podemos +          | UDI     | 35 573 | 6,48  | Senador   |
| Iván Norambuena Farías           | Chile Podemos +          | UDI     | 34 792 | 6,34  |           |
| José Pérez Arriagada             | Nuevo Pacto Social       | PR      | 29 790 | 5,43  |           |
| José Miguel Ortiz Novoa          | Nuevo Pacto Social       | PDC     | 28 087 | 5,12  |           |
| María Angélica Ojeda Sanhueza    | Partido de la Gente      | PDG     | 24 741 | 4,51  |           |
| Darwin Acuña Becerra             | Partido de la Gente      | PDG     | 17 479 | 3,18  |           |
| Katherine Echaiz Thiele          | Chile Podemos +          | ILAA    | 17 146 | 3,12  |           |